# Milana Božić
Milana Božić, född 19 juli, 2000, är en volleybollspelare (passare). 
Hon började sin seniorkarriär i ŽOK Modriča, i den bosniska högstaligan. Hon flyttade till Schweiz 2019 för spel med Volleyball Franches-Montagnes och har sedan dess fortsatt med internationellt spel i Serbien (ŽOK Ub 2020/2021), Taiwan (Top Speed 2021/2022) och Grekland (AO Thīras 2022/2023).
Božić spelar med Bosnien och Hercegovinas landslag och har med dem deltagit i EM 2021 och 2023 samt vunnit European Silver League 2021.